# Калињинградски зоолошки врт
Калињинградски зоолошки врт основан је 1896. године у немачком граду Кунигсберг, који је 1945. године постао део Русије и преименован у Калињинград. Тако је зоолошки врт један од најстаријих и један од највећих зоолошких вртова у Русији. Његова колекција, која се простире на преко 16,5 ha, састоји се од 315 врста са укупно 2264 појединачних животиња (од 2005. године).
Калињинградски зоолошки врт је такође арборетум. Знаменитости обухватају не само животиње, већ и ретке биљке попут реликтног гинко дрвета које је из сличног временског периода са диносаурусима.
Зоолошки врт такође има животињске скулптуре, укључујући бронзану статуу вапита и камену статуу орангутана. Улаз је украшен са скулптурама многих животиња. У основи су предратне зграде и фонтана.

## Историја

### Немачки период
Место модерног зоолошког врта било је 1895. године на индустријској и занатској изложби североисточне Немачке. Надзорник Херман Клас предложио је да се задрже дрвени павиљони од којих би се направио зоолошки врт. Ова идеја је подржана са ентузијазмом међу становницима Кунисберга, јер се о стварању зоолошког врта разговарало још од 1880-тих.
Дана 22. августа 1895. године основано је "Друштво Тиергартен" које је било задужено за реализацију плана. Председавајући био је повереник Максимилиан Браун, шеф зоолошког института на Универзитету у Кунисбергу. Штампа је активно подржавала пројекат, дајући Кунисбергу прилику да изрази своје мишљење у новинама.
Користећи друштвене таксе и уз финансијску помоћ покровитеља уметности који су подржали идеју (али без јавних средстава), друштво је обновило изложбене павиљоне. Херман Каас постао је технички директор зоолошког врта (и након 1897. и њен директор). Зграда је била заједнички напор Класа, техничар парка Модела и помоћног техничара Вичула. Свечано отварање зоолошког врта било је 21. маја 1896. године. У то време, колекција је имала 893 примерака животиња који представљају 262 врсте.
Како зоолошки врт није имао никакву финансијску подршку из државног фонда, организовано је неколико активности које су доносиле приход. Музички бенд је одржавао лети концерте на отвореном сваког дана и зими у концертној дворани сваке недеље. У јуну 1906. године, зоолошки врт је организовао нову забавну активност - вожњу балоном (до 300 m), што је коштало три марке. Поређења ради, улазница је 1910. године износила је 50 фенинга (за одрасле) и 20 фенинга (за децу). Зоолошки врт је био отворен сваког дана од 7 до 11 часова (лети), а зими од 8 часова до мрака.
Профит ове активности је ишао на одржавање колекција, која је до 1910. године достигла 2161 узорка, а рекорд је оборен тек 2004. године.
Године 1912. основан је етнографски музеј на приземљу зоолошког врта. Тридесетих година прошлог века пресељен је у садашњи Олштинек, Пољска.
Зоолошки врт изгубио је просперитет када је почео Први светски рат и био је затворен 17. аугуста 1914. године. Све расположиве зграде војска је користила као складишта за униформе. Зоолошки врт поново је отворен 1918. године, али није могао у послератном периоду да поврати своју бившу славу. Колекција је веома смањена и 1921. године се састојала од само 565 животиња.
Зоолошки врт је 1938. године постао власништво града Кунисберга, а друштво Тиергартена је распуштено. Интересантно је напоменути да је након рата последњи директор Зоо врта Кунисберга био Ханс Георг Тинеман (син познатог орнитолога и пионир у научном прстеновању птица) који је постао директор зоолошког врта у Дуизбургу, побратимском граду Кунисберга.

### После Другог светског рата
Само су четири животиње преживеле Други светски рат у зоолошком врту: јелен, магарац, јазавац и нилски коњ. Нилски коњ је био у веома лошем стању јер је примио седам залуталих метака када је Црвена армија напала град. Јадна животиња је пронађена, још увек жива, у јарку зоолошког врта.
Стручњак за сточарство Владимир Петрович Полонски био је задужен за нилског коња. Из документа у Калињинградској архиви под називом "Историја третмана нилског коња" (претпоставља се да је то био извештај стручњака за стоке) сазнаје се да је нилски коњ временом оздравио.
Дана 27. јуна 1947. зоолошки врт је прославио свој "други рођендан". Колекција се састојала од само 50 животиња, укључујући и нилског коња. Захваљујући помоћи других зоолошких вртова и Зоолошког савеза, колекција је почела да брзо расте. Калињинградски морнари вратили су многе егзотичне животиње у зоолошки врт.
1973. започет је покровитељски програм у којем би Калињинградски спонзори спонзорисали радове или нове животиње у зоо врту. Захваљујући овој пракси, направљено је више од 130 радова на стазама, оградама и другим неопходним елементима. 1980. године изграђене су ограде за планинске животиње. У припреми за обележавање годишњице 2005. године, зоолошки врт је модернизован и опремљен оградама за тигрове, снежне леопарде и лавове.

### Статуа
Први директор зоолошког врта, Херман Клас, пензионисан је 31. маја 1913. Валтер Росенберг је у његову части изградио статуу, која је 13. јуна постављена на главној авенији парка у зоо врту. После рата скулптура је нестала и поново је откривена тек много касније , у приватној резиденцији у улици Ватунин, коју је окупирао Гострах. Плоча статуе откривена је на игралишту на раскрсници улица Огарева и Кутузова. Године 1990. споменик је поново монтиран и постављен у зоо врту на истом месту као и пре. 

### Гавран који говори
"Гавран који говори" је живео у зоолошком врту. Пронађен је 1995. године, као неспособни птић, у дворишту становника Калинињграда, Александре и Марине Богданов, где га је њихов комшија назвао "Јаша" или "Јашка". Провео је ноћ у кући Богданова пре но што је одведен у зоолошки врт. Постао је познат међу становницима Калињинграда, тако да је постао део локалног фолклора (споменут је у књизи урбаних легенди Александра Попадина, Локално време). Такође је познат по томе што је волео укус швапског сира.
Гавран живи у кавезу на отвореном у осамљеном делу зоолошког врта, близу кокошињца. Иако је речник Јашке био ограничен на фразу "Ну что?!" ("Па шта?!"), интонација овог израза у комбинацији са неочекиваном ситуацијом може оставити јак утисак на неприпремљеног посетиоца. Касније је гавран и научио своје име, чиме је проширио свој речник. 

### Финансијске тешкоће
У последњих неколико година, зоолошки врт није имао финансијска средстава, што је утицало на то да понекад није било довољно хране за животиње. Многе животиње преживљавају тако што измаме храну од посетилаца.

## Колекција
У садашњем Калињинградском зоолошком врту налази се 2264 животиња које представљају 315 различитих врста.
- Сисари: 59 врста, 292 примерака.
- Птице: 84 врсте, 572 примерака.
- Гмизавци: 42 врсте, 97 примерака.
- Водоземци: 17 врста, 59 примерака.
- Рибе: 105 врсти, 1195 примерака.
- Бескичмењаци: 8 врсти, 49 примерака.

Конкретно, колекција обухвата 56 врсти које су наведене као угрожене врсте на црвеној листи ИУЦН-а:
- Сисари: 27 врста.
- Птице: 11 врста.
- Гмизавци: 7 врста.
- Водоземци: 3 врсте.
- Рибе: 8 врста.

Зоолошки врт активно допуњује своју колекцију и учествује у међународним програмима за култивацију и очување ретких животињских врста. У зоолошком врту се могу наћи потомци снежног леопарда, зебре, бразилског тапира и белоглавог супа. Недавно је зоолошки врт добио и кудравог несита, бенетовог кенгура пењача, белог ждрала, лава.

## Галерија
- Остаци "Града бајке"
- Ова зграда у зоолошком врту изграђена је 1991. године како би била ресторан. После рата, обновљена је као кућа слонова. Недавно је обновљена и сада је ту смештена администрација зоолошког врта. Зграда је заштићена као историјски споменик.